# Église Saint-Brice de Pleine-Selve
L'église Saint-c est une église située à Pleine-Selve, en France.

## Description

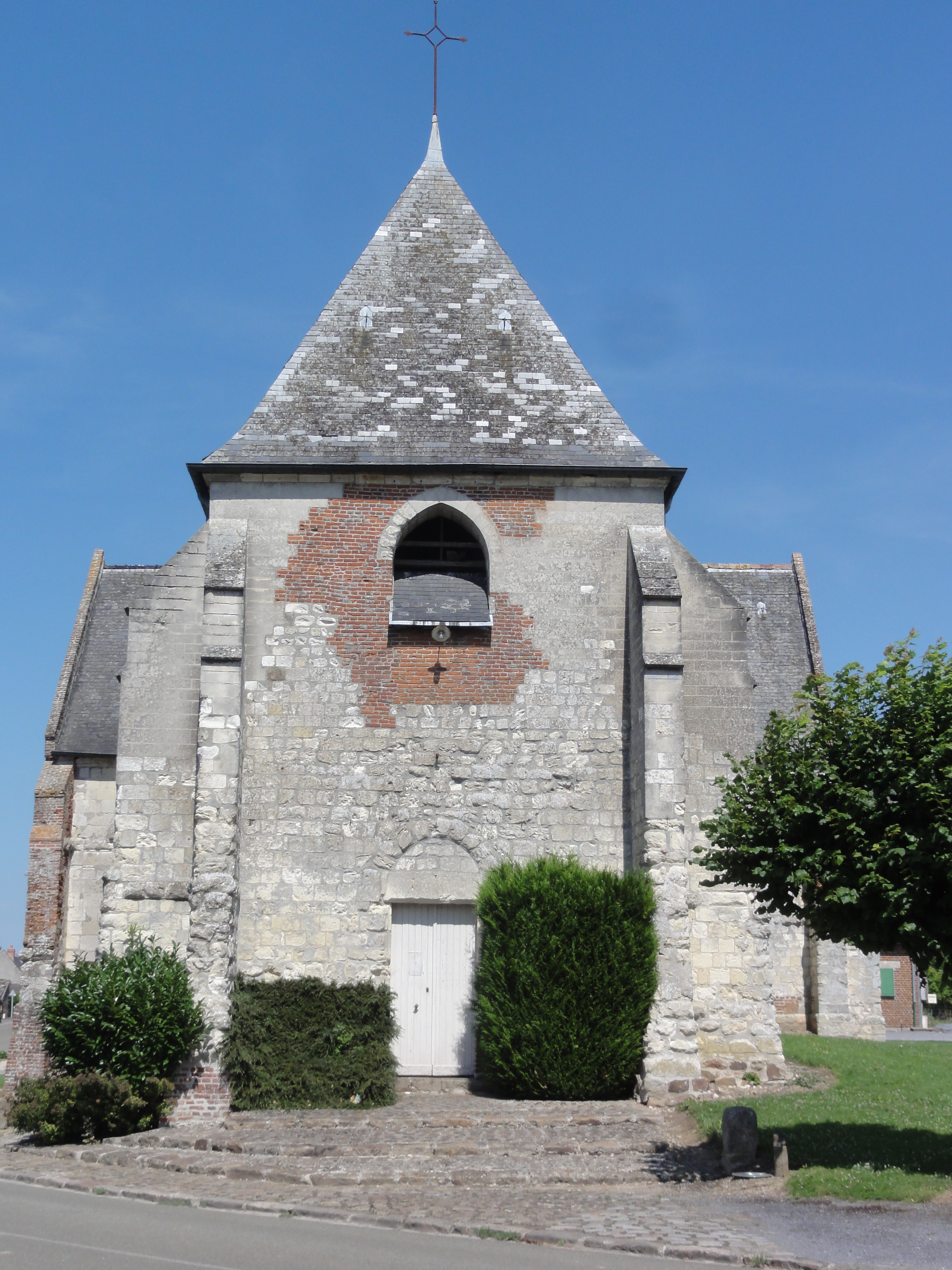
Façade ouest, entrée,
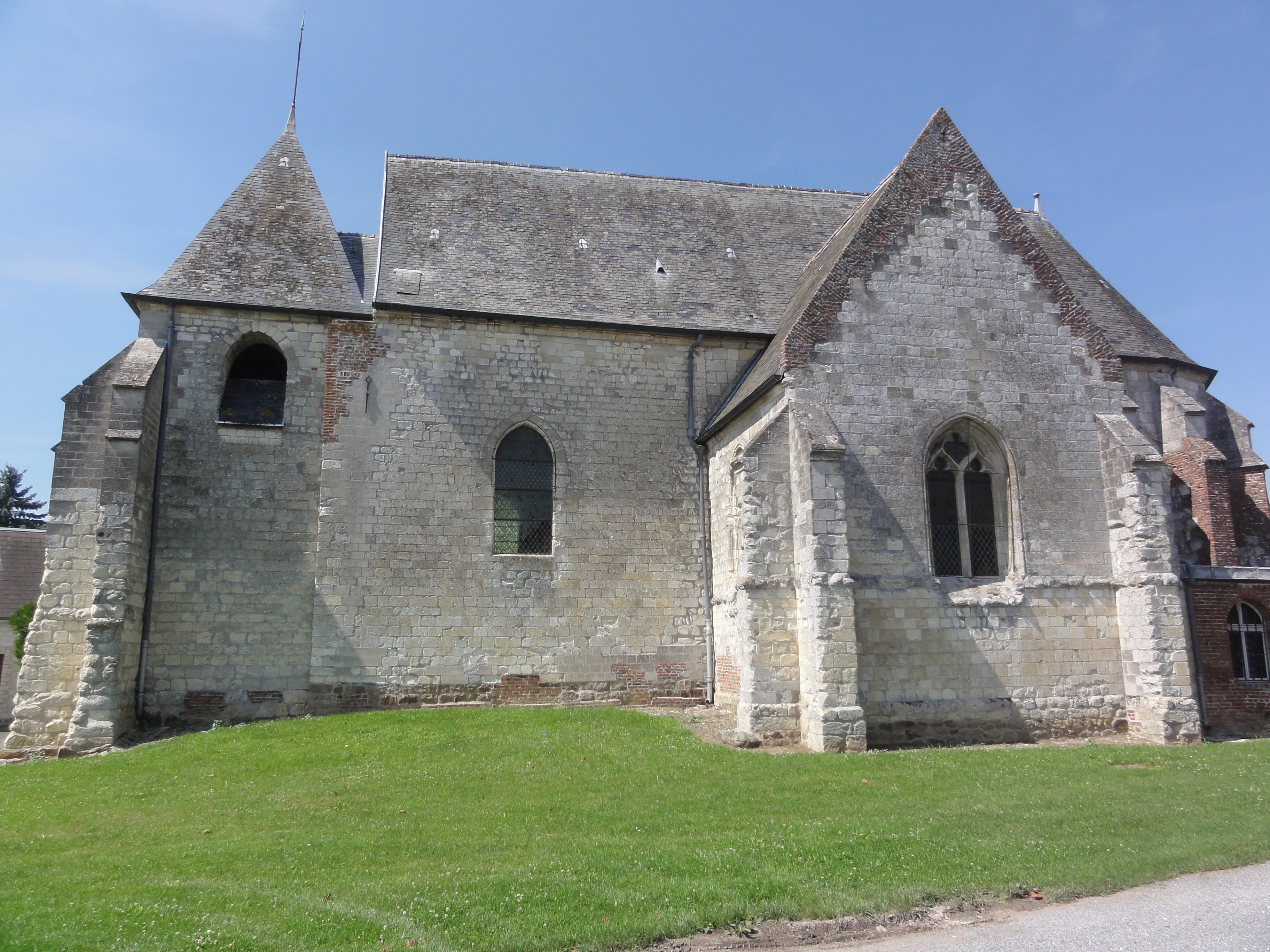
Façade nord, chœur et transept,
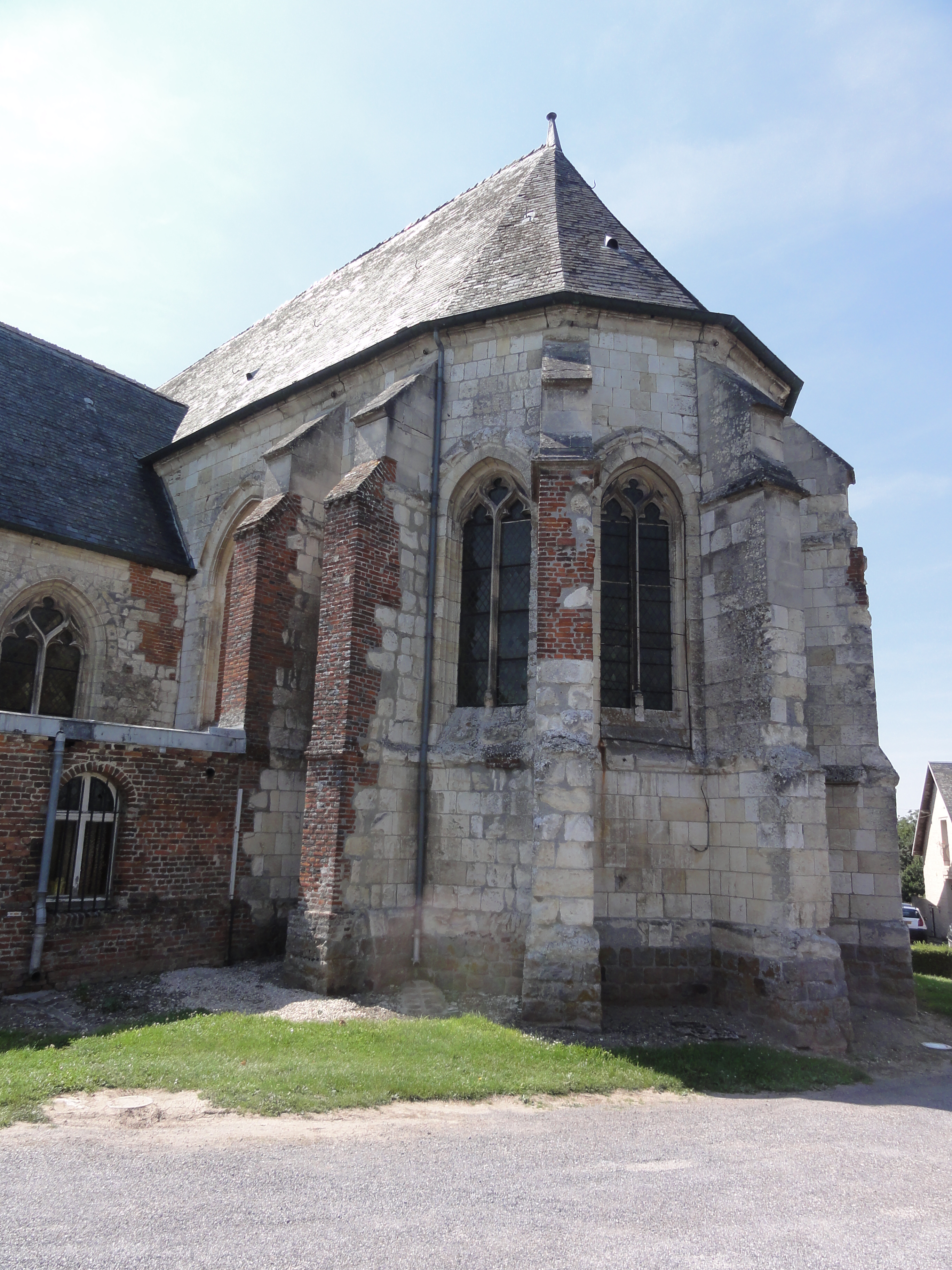
Façade est, chevet (chœur).

## Localisation
L'église est située sur la commune de Pleine-Selve, dans le département de l'Aisne.

## Historique
Le chœur et le transept du monument sont classés au titre des monuments historiques par arrêté du 22 octobre 1913.